# Tisagronia luetscheri
Tisagronia luetscheri är en fjärilsart som beskrevs av Köhler 1967. Tisagronia luetscheri ingår i släktet Tisagronia och familjen nattflyn. Inga underarter finns listade i Catalogue of Life.